# Virus des nervures jaunes nécrotiques de la betterave
Beet necrotic yellow vein virus
Espèce
Le virus des nervures jaunes nécrotiques de la betterave (BNYVV, sigle de Beet necrotic yellow vein virus) est un phytovirus multipartite à ARN monocaténaire de polarité positive classé dans le genre Benyvirus. Ce virus phytopathogène est l'un des plus importants virus affectant les cultures de betterave chez laquelle il provoque la maladie de la rhizomanie.
Il est transmis à la betterave par un protiste vecteur de la famille des Plasmodiophoridae, Polymyxa betae.
Ce virus est en forme de bâtonnet avec une  symétrie hélicoïdale et un diamètre  d'environ 20 nm.
Le génome du BNYVV est segmenté, composé selon les isolats, de 4 ou 5 ARN de polarité positive, de longueur respectivement de 390, 265, 105, 89 et 80 nm.

## Plantes hôtes
La gamme des plantes hôtes se limite à la betterave (Beta vulgaris), sous ses différentes formes cultivées (betterave sucrière, fourragère, potagère, blette) et à l'épinard (Spinacia oleracea).

## Référence biologique
- (en) ICTV : Beet necrotic yellow vein virus  (consulté le 26 janvier 2021)